# アパラチコーラ川
アパラチコーラ川 (アパラチコーラがわ、Apalachicola River) はアメリカ合衆国のフロリダ州を流れる川。
長さは約112マイル（180km）で、最も遠い水源からだと約500マイル（800km）になる。流域面積は19,500平方マイル（50,505km2）。
チャタフーチー付近、パナマシティからは北東に約60マイル（97km）のフロリダ州とジョージア州との境界上でチャタフーチー川とフリント川が合流しアパラチコーラ川となる。ただし、合流地点はジムウッドラフダムにより作られるセミノール湖となっている。そこからおおむね南に流れる。途中ブリストルを流れ、ガルフ郡北部で西からチポラ川が合流し、アパラチコーラでメキシコ湾のアパラチコーラ湾へ注ぐ。下流の30マイル（48km）は海岸部を除き広大な湿地に囲まれている。
名前はネイティブ・アメリカンのアパラチコーラ族に由来する。
イギリスの植民地時代、アパラチコーラ川は東フロリダと西フロリダの境界であった。またフロリダ州の東部標準時と中部標準時の地域の境となっている。